# Игор Там
Игор Евгениевич Там (на руски: И́горь Евге́ньевич Тамм) е руски физик, носител на Нобелова награда за физика за 1958 година заедно с Павел Черенков и Иля Франк.

## Биография
Роден е на 8 юли 1895 г. във Владивосток, Русия, в семейство на инженер. Дипломира се като физик през 1918 г. в Московския държавен университет. Участва като доброволец в Първата световна война. От 1934 г. започва работа в института „Лебедев“ на АН на СССР и оглавява теоретичния му отдел.
Игор Там е виден физик теоретик. Основните направления на научното му творчество са квантова механика, физика на твърдото тяло, ядрена физика и физика на елементарните частици. Носител на Сталинска награда през 1946 г. и на златния медал „Ломоносов“ през 1967 г.
Неговият син е известен алпинист, ръководител на първата съветска хималайска експедиция през 1982 г.
Умира на 12 април 1971 година в Москва на 75-годишна възраст.